# Rainey-Gletscher
Der Rainey-Gletscher ist ein Gletscher im ostantarktischen Viktorialand. Er fließt entlang der Nordseite des Gebirgskamms Archambault Ridge in der Deep Freeze Range zum Campbell-Gletscher.
Die Nordgruppe der New Zealand Geological Survey Antarctic Expedition (1962–1963) benannte ihn nach dem Kartografen Denys Rainey, welcher neuseeländischen Antarktisexpeditionen bei der Erstellung von Kartenmaterial half.